# 18 Wheels of Steel
18 Wheels of Steel je série počítačových her, simulátorů jízdy nákladním automobilem, vyrobených firmou SCS Software. Série obsahuje osm her. Náplní hry je především doručovat ve stanoveném čase materiál z jednoho místa (nákladního doku) na další. Ve většině těchto her je možno definovat podmínky, které mohou ztížit nebo ulehčit hru, jako přítomnost policejních hlídek, systém počítající s únavou řidiče a další.

## Hry

### Hard Truck: 18 Wheels of Steel
Hráč má na výběr tři oblasti Spojených států: západní pobřeží (mezi San Franciscem, Las Vegas a Phoenixem), oblast Skalistých hor (ohraničeno městy Helena, Boise a Denver) a středozápad (ohraničeno městy Chicago, Detroit a Louisville). Vydáno v roce 2002.

### 18 Wheels of Steel: Across America
Počínaje touto hrou má hráč k dispozici již celé Spojené státy, pochopitelně ve značně zjednodušené podobě. Obsahuje také detailnější modely. Zároveň se od této hry objevuje umělá inteligence, která s hráčem soupeří o lepší přepravní společnost. Kromě volné jízdy, kdy hráč určuje, jaký náklad bude vozit, obsahuje hra také speciální herní mody s předem určenými úkoly. Vydáno v roce 2003.

### 18 Wheels of Steel: Pedal to the Metal
Hra obsahuje 30 měst, včetně několika z jižní Kanady a severního Mexika. Upraveny byly jízdní vlastnosti automobilů, hráč může najímat další virtuální řidiče a rozšiřovat svou firmu. Vydáno v roce 2004.

### 18 Wheels of Steel: Convoy
Tato hra nabízí pouze území Spojených států a části Kanady, zato značně rozšířené vzhledem k předchozí hře. Celkem obsahuje 41 měst. Upravena byla především grafika a celá mapa. Během hry na hráče čekají i speciální úkoly (např. zásah hasičským autem apod.). Vydáno v roce 2005.

### 18 Wheels of Steel: Haulin'
Haulin' dává větší důraz na obchodní strategii ve hře než jeho předchůdce. Mezi novinky patří vysoce detailní interiér kabiny kamionu a lepší navigace. Mapa hry je založena na předchozím díle, opět je však značně rozšířena. Tento díl si oblíbilo mnoho hráčů a počet a rozmanitost módů tomu napovídá! Vydáno v roce 2006.

### 18 Wheels of Steel: American Long Haul
Tato hra je jen lehce pozměněným titulem Haulin'. Do série se vracejí tři mexická města, jinak herní prostředí doznalo jen menších kosmetických změn. Přidáno několik kamionů a drobné opravy. Vydáno v roce 2007. Prozatím se jedná o poslední díl odehrávající se v celém USA.

### 18 Wheels of Steel: Extreme Trucker
Poměrně velká změna konceptu. Hře chybí mnoho prvků z jejích předchůdců a hra byla proto velmi kritizována. Jedna z mála věcí, která bylo oceněna, byla vizuální stránka a poměrně dobře zpracované lokace. Nicméně pro tuto hru vzniklo velmi málo modifikací. Vydáno v roce 2009.

### 18 Wheels of Steel: Extreme Trucker 2
Nástupce předchozího dílu byl jen velmi málo vylepšen oproti původní hře. Vnesl do hry pouze dvě nové lokace a vylepšil ty původní o další silnice. Vydáno v roce 2011.

## Editor
Kromě nejstaršího titulu obsahují všechny hry této série zabudovaný editor, pomocí kterého lze měnit herní mapu. Na internetu existují návody popisující odemčení a funkce editoru. SCS Software neposkytuje k editoru technickou podporu.

## Modifikace
Ačkoliv firma SCS Software nevydala žádné další nástroje, vznikají do těchto her i další doplňky (kamiony, 3D modely) vyráběné fanoušky pomocí utilit třetích stran.